# Julius Schwietering
Julius Schwietering (* 25. Mai 1884 in Engter; † 21. Juli 1962 in Frankfurt am Main) war ein deutscher Germanist und Volkskundler.

## Leben
Der Sohn eines evangelischen Pfarrers besuchte das Gymnasium in Clausthal und Göttingen, nach dem Abitur 1903 studierte Schwietering ein Semester Jura in Freiburg i. Br., anschließend Germanistik, Anglistik, evangelische Theologie und Volkskunde in Göttingen. 1908 wurde er bei Edward Schröder in Göttingen mit einer Arbeit Singen und Sagen promoviert. 1909 wurde er wissenschaftlicher Hilfsarbeiter, 1914 Assistent am Museum für Hamburgische Geschichte. 1921 folgte die Habilitation für Deutsche Sprache und Literatur an der Universität Hamburg, anschließend lehrte er in Hamburg als Privatdozent. 1923 wurde er Direktor des Kunstgewerbe- und Historischen Museums Bremen. Von 1924 bis 1928 war er planmäßiger außerordentlicher Professor für Deutsche Sprache und Literatur an der Universität Leipzig, zugleich erhielt er einen Lehrauftrag für Volkskunde. Von 1928 bis 1932 war er als Nachfolger von Artur Hübner ordentlicher Professor an der Universität Münster, 1932 bis 1938 ordentlicher Professor an der Universität Frankfurt am Main als Nachfolger von Hans Naumann. Von 1938 bis 1945 war Schwietering (erneut als Nachfolger Hübners) ordentlicher Professor für Deutsche Sprache und Literaturgeschichte an der Universität Berlin, hier war er zugleich Leiter der Altdeutschen Abteilung des Germanistischen Seminars. Schließlich lehrte er von 1945 bis 1952 wiederum als ordentlicher Professor für deutsche Literaturgeschichte und Sprache in Frankfurt am Main, wo er 1948 auch Dekan war. Nach der Emeritierung erhielt er mehrere Gastprofessuren in den USA, 1952 die Ehrendoktorwürde der Universität Chicago.
Schwietering arbeitete interdisziplinär. Er verband „sprach- und literaturwissenschaftliche Textanalysen mit volkskundlicher Realienkunde und theologischen Fragestellungen zu einer innovativen ‚soziologischen Volkskunde‘ und Literatursoziologie.“ Zur nach ihm benannten „Schwietering-Schule“, die die sozial-anthropologische Neuformulierung der Volkskunde und seinen literatursoziologischen Ansatz fortführte, gehören unter anderem Mathilde Hain, Bodo Mergell und Friedrich Ohly.
Auf dem Gebiet der Germanistik beschäftigte er sich vorwiegend mit der deutschen Dichtung des Mittelalters. In seinem Hauptwerk „Die deutsche Dichtung des Mittelalters“ betonte er den inneren Zusammenhang des Mittelalters als eigener Epoche und betonte die Fundierung höfischer Dichtung durch christliche Frömmigkeit. Sein Konzept der Gemeinschaft im Sinne einer Kollektivpsyche lehnte sich an den Soziologen Alfred Vierkandt an und grenzte sich damit vom nationalsozialistischen Blut-und-Boden-Prinzip ab.
1928 wurde Schwietering zum ersten Vorsitzenden der neu gegründeten Volkskundlichen Kommission für Westfalen gewählt, diese Position gab er nach dem Wechsel nach Frankfurt Anfang 1933 auf. Ab 1939 war Schwietering Herausgeber der Zeitschrift für deutsches Altertum und deutsche Literatur. Von 1939 bis 1945 war er ordentliches Mitglied der Preußischen Akademie der Wissenschaften zu Berlin, ab 1940 korrespondierendes Mitglied der Bayerischen Akademie der Wissenschaften und von 1946 bis zu seinem Tod ordentliches Mitglied der Deutschen Akademie der Wissenschaften zu Berlin. 1948 berief ihn der Magistrat der Stadt Frankfurt in die wiedergegründete Frankfurter Historische Kommission.

## Veröffentlichungen (Auswahl)
- Zur Geschichte von Speer und Schwert im 12. Jahrhundert. Hamburg 1912.
- Die Demutsformel mittelhochdeutscher Dichter. Berlin 1921. Auch in: Julius Schwietering: Philologische Schriften. Hrsg. von Friedrich Ohly und Max Wehrli. München 1969, S. 140–215.
- Die deutsche Dichtung des Mittelalters. Potsdam 1932–1941, Neuauflage 1957.
- Parzivals Schuld. In: Zeitschrift für deutsches Altertum und deutsche Literatur. Band 81, 1944, S. 44–68; auch in: Julius Schwietering: Philologische Schriften. Hrsg. von Friedrich Ohly und Max Wehrli. München 1969, S. 362–384.
- Parzivals Schuld. Frankfurt a. M. 1946.
- Mystik und höfische Dichtung im Hochmittelalter. Darmstadt 1960.
- Philologische Schriften. Hrsg. von Friedrich Ohly und Max Wehrli. München 1969.